# 元思誉
元 思誉（げん しよ、生年不詳 - 507年頃）は、北魏の皇族。楽陵密王。もとの名は永全。

## 経歴
汝陰王拓跋天賜の次男として生まれた。叔父の拓跋胡児の後を嗣ぎ、楽陵王に封じられた。後に思誉と改名した。孝文帝の初年、柔然の侵攻を受けると、思誉は鎮北大将軍・北征大都将となって防戦を指揮した。後に使持節・鎮北大将軍・領護匈奴校尉・都督・中軍都将に任じられた。使持節・鎮東大将軍・和龍鎮都大将・営州刺史として出向し、領護東夷校尉を加えられた。鎮北将軍に転じ、鎮北大将軍を代行した。孝文帝に光極堂で引見を受けると、皇帝を補佐するよう命じられた。496年（太和20年）、穆泰らとともに陽平王元頤を帝位につける陰謀をたくらみ、発覚して官爵を削られて庶人とされた。499年（太和23年）、楽陵王の封をもどされた。507年（正始4年）、死去した。光州刺史の位を追贈された。諡は密王といった。

## 子女
- 元景略
- 元慶略（散騎侍郎）
- 元洪略（恒農郡太守・中軍将軍・行東雍州刺史）
- 元子業（平原郡太守）

## 伝記資料
- 『魏書』巻19下 列伝第7下
- 『北史』巻18 列伝第6
- 元思墓誌